# 1914 في إيطاليا
فيما يلي قوائم الأحداث التي وقعت خلال عام 1914 في إيطاليا.

## سياسة

### انتهاء فترة المنصب
- 6 يوليو – إرنستو ناثان mayor of Rome ‏.

## مواليد

### يناير
- 26 يناير – إلسا دي جيورجي ممثلة إيطالية.[1]

### فبراير
- 22 فبراير – ريناتو دولبيكو[2]

### مارس
- 4 مارس – جينو كولاوسي لاعب كرة قدم إيطالي.[3]

### أبريل
- 14 أبريل – لويجي برونيللا لاعب كرة قدم إيطالي.

### مايو
- 30 مايو – فدريكو الاسيو لاعب كرة قدم إيطالي.[4]

### يوليو
- 12 يوليو – ريناتو أولمي لاعب كرة قدم إيطالي.[5]
- 18 يوليو – جينو بارتلي[6]
- 21 يوليو – سوسو شيشي داميكو كاتبة سيناريو إيطالية.[7]
- 24 يوليو – ريكاردو ماليبييرو موسيقي إيطالي.[8]

### أغسطس
- 13 أغسطس – ماريو ريتشي دراج إيطالي.

### سبتمبر
- 2 سبتمبر – جوسيبي أنتونيني لاعب كرة قدم إيطالي.

### أكتوبر
- 3 أكتوبر – سيفيرينو ريغوني

### نوفمبر
- 3 نوفمبر – جول روسي درّاج طريق إيطالي.

### ديسمبر
- 26 ديسمبر – ماريا فرانشيسكا أميرة سافوي

## وفيات

### يوليو
- 6 يوليو – جوزيبي ورنزوني (مواليد 1843)

### أغسطس
- 20 أغسطس – بيوس العاشر (مواليد 1835)[9]

### نوفمبر
- 9 نوفمبر – دانكونا (مواليد 1835) كاتب إيطالي.[10]